# Fran Saleški Finžgar

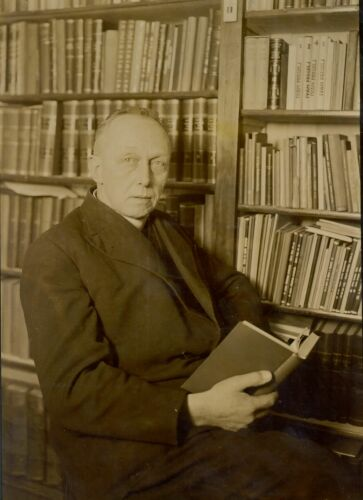
Fran Saleški Finžgar (1931)

Fran Saleški Finžgar (n. 9 februarie, 1871 — d. 2 iunie, 1962) a fost un scriitor, dramaturg, traducător și preot catolic sloven. 